# Överstyrelsen för civil beredskap
Överstyrelsen för civil beredskap (ÖCB), tillkom 1986 och övertog i stort de uppgifter som tidigare åvilat Överstyrelsen för ekonomiskt försvar (ÖEF). Dess första generaldirektör var Gunnar Nordbeck 1986–1991. De viktigaste uppgifterna rörde försörjningen med industrivaror och den statliga beredskapslagringen. Energiberedskapen hade också tillhört ÖEF, men denna överfördes till Statens energiverk. ÖCB ansvarade för all samordning och för att föreslå hur statliga medel till civilförsvaret skulle fördelas. Från och med 1991 fick man även ta över transportplaneringsuppgifterna, d.v.s hur de civila transportresurserna skulle utnyttjas för totalförsvarets behov. 2002 lades ÖCB ner och samtliga dess uppgifter övertogs av Krisberedskapsmyndigheten (KBM).
Myndigheten hade ansvar för planläggningen av krigsviktiga företag (K-företag) som var betydelsefulla på nationell nivå. Denna verksamhet omfattade även beredskapsavtal med enskilda företag.